# 上村愛子
上村 愛子（うえむら あいこ、1979年12月9日 - ）は、日本の女子フリースタイルスキー・モーグル元選手。兵庫県伊丹市出身、長野県北安曇郡白馬村育ち。血液型AB型。2008年度紫綬褒章受章者。JOCスポーツ賞特別貢献賞受賞者。
冬季オリンピックでは、5大会連続（1998年長野・2002年ソルトレークシティ・2006年トリノ・2010年バンクーバー・2014年ソチ）で女子モーグル日本代表として出場し、いずれも4～7位の入賞を達成する。さらに日本人では史上初めての、ワールドカップ年間総合優勝も成し遂げた。
2014年4月に現役引退。スポーツビズ所属。
元夫は元アルペンスキー選手の皆川賢太郎。

## 来歴

### 幼少時代
1979年12月9日、兵庫県伊丹市鴻池にて誕生。生後間もなく、先天性心室中隔欠損症であることが判明する。1981年、2歳のとき、両親のペンション経営開業にともない、長野県小県郡長和町エコーバレースキー場付近に転居し、同地で1982年、3歳からスキーを始める。1986年、両親が別物件のペンション経営を行うため、長野県北安曇郡白馬村に転居し、白馬村立白馬北小学校に進学、同地でアルペンスキーを始める。1992年、白馬村立白馬中学校に進学し、スキー部に所属するも、入部早々にいじめを受け退部。個人的なアルペンスキーの練習を行うに留まる。

### モーグル転向
1994年、白馬中学校2年生時にカナダのウィスラーへ旅行した際、モーグルスキーブラッコム大会を観戦してロシアのセルゲイ・シュプレツォフの滑走に感銘を受ける。また、同大会で、頭角を顕しつつあった「テディベア」の愛称を持つ里谷多英の滑走を観戦する。
また、お気に入りのスキー板が盗まれ、代わりの板にと上村の実家のペンションで働いていたことがあった写真家の千安英彦にモーグル用の板を勧められたこともあって、この経験で帰国後はアルペンスキーの種目からモーグルへ転向する。1998年長野オリンピックに向けての強化プロジェクトに係わっていた千安は、フリースタイルスキー・モーグルの女子選手を探しており、スカウトされるような形にもなった。
1995年、長野県白馬高等学校に進学、スキー部に所属。自身2度目となる全日本選手権に参戦し3位入賞、全日本スキー連盟（SAJ）ナショナルチームメンバーに選抜される。

### 世界を転戦
1996年、ワールドカップ最終戦マイリンゲン大会に初出場、高校1年生で3位入賞という快挙を達成。同大会の男子優勝者は同じ日本代表の坂本豪大であり、モーグル競技における初の日本選手W杯優勝であると同時に、初の日本選手男女アベック表彰台となった。

### 長野五輪7位入賞
1998年、弱冠18歳にして上村自身初めての冬季オリンピック・女子モーグル日本代表出場となった、1998年長野オリンピックでは、2月8日の予選を13位（21.82点）で通過。3日後・2月11日の決勝本番でも大きなミスなくまとめて、いきなり7位入賞（23.79点）の好成績を残した。
なお、同女子モーグル日本代表の里谷多英が、日本女子史上初の冬季五輪金メダルを獲得する快挙を達成。その直後に上村は嬉し泣きしながら、里谷と抱擁しつつ祝福するシーンが映し出された。
同年3月、白馬高校を卒業し北野建設に入社。社会人としての競技生活を開始する。18歳での五輪出場や整ったルックスなどの話題性もありメディアに多く取り上げられ、里谷多英らと共に日本女子の代表的な冬季スポーツ選手の1人となった。

### ソルトレイクシティ五輪6位入賞
22歳の2002年、自身2度目の冬季五輪出場となるソルトレークシティオリンピックに出場。
2月10日、予選では日本女子トップの4位（23.82点）で通過。決勝ではメダル獲得が期待されたが、わずかにエアの着地が乱れ、滑走のスピードも伸びずに6位入賞（24.66点）に留まった（里谷は冬季五輪2大会連続メダルとなる銅メダル獲得）。
2002年-2003年シーズンのレークプラシッド大会において、FISワールドカップ初優勝。2004年-2005年シーズンのヴォス大会において、ワールドカップ2勝目を挙げる。

### トリノ五輪5位入賞
26歳の2006年、トリノオリンピックへ自身冬季五輪3度目の出場となる。試合前から膝を負傷するハンデを背負いながらも、2月11日の予選では日本女子首位の5位（24.20点）で通過。同日の決勝では、世界女子選手でも稀な大技エア「コークスクリュー（空中で縦方向と横方向の両方に身体を回転させる、3Dエア）」を成功させるも、得点は伸びずに5位入賞（24.01点）に終わった。
3大会連続して入賞は果たすも、五輪メダルを再び獲得できなかった同大会終了後のインタビューにおいて、上村は薄っすらと悔し涙を浮かべながら、「一体どうすればオリンピックの表彰台に乗れるのかが…ナゾです…」とコメントした。

### ヤンネ・ラハテラへ師事
2005年-2006年シーズンが明け、2006年からはヤンネ・ラハテラに師事。ラハテラは、採点配分の低いエアー技にこだわる上村を説き伏せ、ターン技術とスピードアップを求め、怪我に苦しんだ上村を励まして徹底した走法改善を施した。これにより、従来苦手としていた上村のターン技術が飛躍的に向上した。
2007年-2008年シーズン、リステルスキーファンタジア（猪苗代大会）におけるシングルモーグル競技にてFISワールドカップ通算3勝目を挙げ、続くマリアーンスケー・ラーズニェ大会に於いてもデュアルモーグル決勝で連勝して通算4勝目を挙げ、自身初のイエロービブ（種目別年間暫定総合1位の選手にのみ着用を許される黄色いゼッケンビブ）を与えられた。そして迎えたオーレ大会ではシングル、デュアルの2連戦を連続制覇し、FISワールドカップ通算勝利数を6勝とすると同時に、最終戦を待たず日本人モーグル選手として初めてのFISワールドカップ年間総合女王の座を掴んだ。総合優勝を決めた後の最終戦のバルマレンコ大会のシングルモーグルでも優勝し、終盤だけで5連勝という快進撃でシーズンを締め括った。
2008年 - 2009年シーズンは、ワールドカップ総合優勝こそ成らなかったが、2009年フリースタイルスキー世界選手権（リステルスキーファンタジア 猪苗代町／ 日本）ではシングルモーグル並びにデュアルモーグルで優勝し、日本人選手初となる2冠王に輝いた。この活躍が認められ、バンクーバーオリンピックの代表選手に内定した。

### 結婚
2009年6月11日、アルペンスキー選手の皆川賢太郎と結婚。結婚後も、競技試合登録上は従来どおり「上村」姓を名乗って出場することを公式に表明した。

### バンクーバーオリンピック4位入賞
2009 - 2010シーズンは、ワールドカップ初戦で2位と好スタートを切ったが、その後に好不調の波が押し寄せ、ワールドカップ前半戦未勝利のまま、30歳となる4度目の冬季五輪出場となるバンクーバーオリンピックに臨んだ。
2010年2月13日、女子モーグル競技に出場。予選では日本女子トップの5位で通過（24.31点）し、期待された決勝では自身冬季五輪最高順位となる4位入賞を果たす（24.68点）。自身冬季五輪では4大会連続入賞を達成するも、又しても五輪メダル獲得はならなかった。
競技終了後のインタビューにおいて上村は、全力を出し切ったことに対する満足感を述べつつも、メダル及び表彰台を逃した事については「何で、こんなに一段一段（7→6→5→4位）なんだろう、と思いましたけど……」と思わず泣きながら、無念な心情を口していた。
ワールドカップ種目別年間優勝を果たして「金メダルを獲得して引退する！」と、どの五輪よりも強い気持ちを持って挑んだバンクーバー五輪が4位に終わってしまった時、プツンと糸が切れたかのように、競技から離れてしまうことになる。

### ソチオリンピック4位・冬季五輪5大会連続入賞
長期休養を経て2013年、ルカでのワールドカップ開幕戦で3位となり、世界選手権でも5位の好結果を残す。上村自身34歳となった5度目の冬季五輪日本代表に選出され、ソチオリンピック本番に出場する。
2014年2月6日の予選では21.01点で7位となり、日本女子では唯一予選1回のみで通過を果たし、2日後の決勝に進出した。
その2月8日に行われた女子モーグル決勝（12名勝ち抜け）の1回目では、20.43点を出して9位で再び通過。決勝2回目（6名勝ち抜け）は21.15点で6位となり、際どく決勝3回目に進んだ。そして最後は6人によるメダルを賭けての決勝3回目では、1番スタートで20.66点を出して残り3人までトップをキープしたが、最後の3人に抜かれて前回バンクーバー五輪と全く同じ4位入賞となる。冬季五輪では5大会連続入賞という快挙を成し遂げたものの、自身の悲願だった五輪メダル獲得には惜しくも届かなかった。
それでも、競技終了後のインタビューで上村は「こんなに何本も滑るオリンピックは初めてで、決勝ではメダルが獲れなかったけど、とても清々しい気分です。3本共に全力で滑れたことで、点数も見ずに泣いてました」「ソチを目指そうとした時、又（メダルが）取れないとか取れるとか、そういう場所に戻る自信は持てなかった。最高の滑りをしたら獲れるかもという所まで来れたのが、凄く嬉しい」と、目を潤ませながらも笑顔を浮かべた。また、自身の五輪出場はこれが最後と示唆しつつ「今回の五輪は良い想い出で終われるんじゃないかと。メダルは無いんですけどね（苦笑）。そこは申し訳ないとしか言いようがないんですけど、頑張ってよかったなぁと思っています」と、悔い無く完全燃焼出来た事を強調していた。

### 現役引退
ソチ五輪後の2014年4月1日、上村は女子モーグル選手からの現役引退を表明する。同年7月15日には、所属先の北野建設を退社した。

### 引退後
2014年10月に生徒減少の影響で存続が危機になっている母校・長野県白馬高等学校のスーパーバイザーとして就任（任期は2年）。
2015年2月4日に秋田県庁で「2015FISフリースタイルワールドカップ秋田たざわ湖大会」をPRする大会のスーパーバイザーとなる。
2015年10月から2017年3月までJFN系ラジオ「上村愛子の一段一段いってみよう!」のパーソナリティーとして担当していた。
2018年2月、NHKピョンチャンオリンピックの放送ナビゲーターを務めた。
2021年4月1日、2020年東京オリンピックの聖火リレー（長野県）のランナーを、五輪期間中はNHKでコメンテーターを務めた。
2023年10月23日、ベストへア2023 40代の部を受賞した。
同年11月より、白馬村観光大使に就任した。
2024年10月2日、前年2023年12月9日に皆川賢太郎と離婚したことをInstagramで公表した。

## 環境問題への貢献
2005年 - 2006年ごろから、地球温暖化による降雪不足を心配し始め、「上村愛子オフィシャルブログ」や「CO2減らそうリレーブログ」においても述べている通り、2007年3月、後に夫となる皆川賢太郎、スキー界の先輩で参議院議員の荻原健司と共に当時の若林正俊環境相を表敬訪問するなど、環境問題改善を目する社会活動を行っている。メディアでも取り上げられ、「スポーツビズ」、「全日本スキー連盟」のホームページにおいて紹介されている。

## マテリアル
2008 - 09年使用。
- スキー板 - ID one
- ブーツ - rexxam
- ビンディング - LOOK
- ポール - Hart
- ウェア - FABLICE
- ゴーグル - bolle
- グローブ - HESTRA
- ヘルメット - FOLIO

## 主な成績

### オリンピック
- 1998年 - 長野オリンピック 7位（23.79点 - ターン：13.10、エア：4.71、タイム：5.98）
- 2002年 - ソルトレークシティオリンピック 6位（24.66点 - ターン：13.30、エア：5.22、タイム：6.14）
- 2006年 - トリノオリンピック 5位（24.01点 - ターン：12.50、エア：5.75、タイム：5.76）
- 2010年 - バンクーバーオリンピック 4位（24.68点 - ターン：12.9、エア：5.16、タイム：6.62）
- 2014年 - ソチオリンピック 4位（20.66点 - ターン：10.6、エア：4.20、タイム：5.86）

### 世界選手権・ワールドカップ
1995年 - 1996年シーズン 総合30位
ワールドカップ
- マイリンゲン 3位 ※W杯デビュー戦

1996年 - 1997年シーズン 総合19位・デュアル28位
ワールドカップ
- ラプラーニュ 11位
- ラプラーニュ 17位 （デュアル）
- トレンブラン 24位
- レイクプラシッド 17位
- ブラッコム 9位 （デュアル）
- ブリッケンリッジ 10位

世界選手権大会
- 飯綱高原 16位

1997年 - 1998年シーズン 総合28位・デュアル29位
ワールドカップ
- ティーニュ 17位 （デュアル）
- トレンブラン 23位
- ブラッコム 16位
- フンドフィイェッレット 11位
- フンドフィイェッレット 17位 （デュアル）

1998年 - 1999年シーズン 総合6位・デュアル22位
ワールドカップ
- マウントトレンブラン 4位
- スティームボート 9位 （デュアル）
- ヘブンリーバレー 3位
- ブラッコム 11位
- ブラッコム 17位 （デュアル）
- 猪苗代 7位
- 斑尾高原 14位

世界選手権大会
- マイリンゲン 23位
- マイリンゲン 4位 （デュアル）

1999年 - 2000年シーズン 総合4位・デュアル5位
ワールドカップ
- タンダダーレン 5位
- タンダダーレン 2位 （デュアル）
- ブラッコム 4位（デュアル）
- マウントトレンブラン 2位
- ヘブンリーバレー 4位
- 斑尾高原 3位
- 斑尾高原 5位（デュアル）
- リビーニョ 4位
- リビーニョ 7位（デュアル）

2000年 - 2001年シーズン 総合2位・デュアル4位
ワールドカップ
- ティーニュ 2位
- ディアバレー 18位
- トレンブラン 10位
- サンデーリバー 10位
- 猪苗代 2位
- 飯綱高原 3位
- 飯綱高原 4位 （デュアル）
- ヒモス 2位

世界選手権大会
- ブラッコム 3位
- ブラッコム 4位 （デュアル）

2001年 - 2002年シーズン 総合5位
ワールドカップ
- ティーニュ 3位
- スティームボート 22位
- オーベルストドルフ 5位
- セントラリー 8位
- セントラリー 6位
- レイクプラシッド 10位
- 猪苗代 3位
- 斑尾高原 15位
- ルカ 5位

2002年 - 2003年シーズン 総合7位・デュアル5位
ワールドカップ
- サウゼ・ドゥルクス 25位
- マドンナ・ディ・カンピリオ 14位
- ルカ 7位
- トレシブラント 4位
- レークプラシッド 優勝（初）
- ファーニー 17位 （デュアル）
- 猪苗代 12位
- 斑尾高原 12位
- 斑尾高原 2位 （デュアル）
- ボス 2位
- ボス 2位 （デュアル）

世界選手権大会
- ディアバレーRNS 17位 （デュアル）

アジア大会
- 青森 優勝

2003年 - 2004年シーズン 総合9位
※ 同年度よりランキングがシングル・デュアル合計ポイント制に移行
ワールドカップ
- ルカ 9位
- マドンナ・ディ・カンピリオ 7位
- マドンナ・ディ・カンピリオ 8位
- トレンブラン 20位
- レイクプラシッド9位
- ファーニー 15位 （デュアル）
- ディアバレー 8位
- ディァバレー 19位 （デュアル）
- 猪苗代 4位
- 猪苗代 5位 （デュアル）
- 苗場 18位
- シュピンドレルーフ・ムリーン 4位
- アイロロ 14位
- サウゼ・ドゥルクス 7位

2004年 - 2005年シーズン 総合7位
ワールドカップ
- ティーニュ 8位
- トレンブラン 16位
- レイクプラシッド 14位
- ファーニー 7位 （デュアル）
- ディアバレー 11位
- ディァバレー 5位 （デュアル）
- 猪苗代 25位
- 猪苗代 10位 （デュアル）
- 苗場 4位
- サウゼ・ドゥルクス 17位
- ヴォス 優勝（2） ※エア技コークスクリューを決めての優勝

世界選手権大会
- ルカ 4位
- ルカ 3位 （デュアル）

2005年 - 2006年シーズン 総合19位
ワールドカップ
- モンガブリエル 15位
- ディアバレー 10位
- ジサン 16位
- 猪苗代 3位
- アペックス 20位

2006年 - 2007年シーズン 総合24位
※ 負傷あり
ワールドカップ
- 猪苗代 9位
- アペックス 6位

世界選手権大会
- マドンナ・ディ・カンピリオ 14位
- マドンナ・ディ・カンピリオ 19位（デュアル）

2007年 - 2008年シーズン 総合優勝
ワールドカップ
- 2007年12月13日 ティーニュ（フランス）2位
- 2008年1月18日 レークプラシッド（アメリカ） 22位
- 2008年1月20日 レークプラシッド（アメリカ） 16位（デュアル）
- 2008年1月26日 モンガブリエル（カナダ）4位
- 2008年2月2日 ディアバレー（アメリカ） 9位
- 2008年2月16日 猪苗代（日本） 優勝（3）
- 2008年3月1日 マリアーンスケー・ラーズニェ（チェコ） 優勝（4） （デュアル） ※イエロービブ（種目別年間暫定首位）
- 2008年3月7日 オーレ（スウェーデン） 優勝（5） ※イエロービブ（種目別年間暫定首位）
- 2008年3月8日 オーレ（スウェーデン） 優勝（6） （デュアル）※イエロービブ（種目別年間総合優勝）
- 2008年3月15日 バルマレンコ（イタリア） 優勝（7） ※イエロービブ（種目別年間総合優勝）

2008年 - 2009年シーズン 総合5位
ワールドカップ
- 2008年12月18日 メルベル（フランス） 6位（デュアル）
- 2009年1月24日 モンガブリエル（カナダ） 優勝（8）
- 2009年2月7日 サイプレスマウンテン（カナダ） 5位
- 2009年2月13日 オーレ（スウェーデン） 3位
- 2009年2月14日 オーレ（スウェーデン） 2位（デュアル）
- 2009年2月21日 ボス（ノルウェー） 優勝（9）
- 2009年3月18日 La Plagne（フランス） 欠場（デュアル）

世界選手権大会
- 2009年3月7日 猪苗代 優勝（1）
- 2009年3月8日 猪苗代 優勝（2） （デュアル）

2009年-2010年シーズン
ワールドカップ
- 2009年12月11日 スオム（フィンランド） 2位 - 24.56P
- 2009年12月12日 スオム（フィンランド） 24位 - 予選落ち

※降雪不良のため翌々週予定の第2戦メリベル（フランス）を中止・日程変更し、初戦スオム開催日を1日繰上げ、翌日スオム連戦にて第2戦を開催。
- 2010年1月8日 カルガリー（カナダ） 14位 - 15.93P
- 2010年1月9日 カルガリー（カナダ）2位 - 21.07P
- 2010年1月14日 ディアバレー（アメリカ） 5位 - 23.93P
- 2010年1月16日 ディアバレー（アメリカ） 24位 - 予選落ち
- 2010年1月21日 レークプラシッド（アメリカ） 6位 - 23.92P
- 2010年3月7日 猪苗代（日本） 優勝（10） - 23:00P

※濃霧による視界不良のため、3月6日の試合を中止し、3月7日に第8戦を一本のみ開催。

## 主なエア
- コザック（ - 99）
- スプレッドイーグル（ - 97）
- ツイスター・スプレッド（ - 02）
- ダブルツイスター（ - 97?）
- ダフィー・ツイスター（ - 97)
- ダブルツイスター・スプレッド（00 - 02）
- バックスクラッチャー・コザック（98 - 99）
- アイアンクロス・コザック（00 - 03）
- バックスクラッチャー・ツイスター・スプレッド（02）
- 360（ヘリコプター）（03 - ）
- 360 with アイアンクロス（04 - 05）
- 360テールグラブ（04）
- コークスクリュー（オフアクシス720）（05 - ）
- アイアンクロス・バックフリップ （07 - ）

## テレビ番組
- 日経スペシャル ガイアの夜明け 五輪に挑んだニッポンの技術～バンクーバー…知られざる物語～（2010年3月2日、テレビ東京）[33]。- 上村愛子を支えた技術者たちを取材。

## ナレーション
- Vメシ!DREAM2（フジテレビ 2010年10月3日 - ）

## CM出演
- 1998年 - IBM
- 1999年 - 日本コカ・コーラ「アクエリアス」
- 2003年 - タカラ「モアネージュ」
- 2005年 - トヨタ自動車
- 2006年 - エキサイト・ブログ、VISAジャパン協会、日清オイリオ、アルペン
- 2007年 - アルペン、J SPORTS（ハイビジョンキャンペーン）
- 2008年 - アルペン
- 2009年 - アルペン 、日清オイリオ、日本生命、エステティックTBC、アサヒビール、パナソニック、日本コカ・コーラ「アクエリアス」
- 2010年 - ロッテ 、アサヒビール
- 2017年 - ヴァーナル

## 書籍

### 著書
- 『だから、いつも笑顔で』（2001年11月19日、実業之日本社）ISBN 9784408610986
- 『上村愛子と里谷多英 トリノ五輪モーグル応援BOOK』（著者:bravoski編集部）（2002年1月25日、双葉社）ISBN 9784575474350
  - 『上村愛子と里谷多英 トリノ五輪モーグル応援BOOK』（著者:bravoski編集部）（2006年2月1日、双葉社）ISBN 9784575478181
- 『上村愛子 モーグルスーパーアイドル』（2002年2月1日、小学館）ISBN 9784099090111 - 小学館DVDマガジン
- 『上村愛子 笑顔のゆくえ Keep smiling！#2』（共著者:山石やすこ、写真:水谷たかひと）（2002年4月10日、実業之日本社）ISBN 9784408610993
- 『スキーがうまくなるカラダのつくり方』（2008年12月27日、実業之日本社）ISBN 9784408451978
- 『やさしく、強く、そして正直に 弱い心との向き合い方』（2010年2月13日、実業之日本社 じっぴコンパクト新書）ISBN 9784408452746

### 関連書籍
- 『上村愛子Smile！ 笑顔が教えてくれたこと』（著者:山石やすこ）（2006年1月10日、実業之日本社）ISBN 9784408611341
- 『夢が、かなう日 モーグルスキーヤー上村愛子物語』（著者:山石やすこ）（2006年1月13日、学習研究社）ISBN 9784052025211

## VHS
- 『モーグルピクシー 上村愛子』（1999年9月17日、ポニーキャニオン）PCVP-12700
- 『上村愛子のモーグル、まぢ、サイコー』（1999年9月27日、英知出版）ISBN 9784754280628
- 『モーグルスーパーアイドル 上村愛子』（1999年10月25日、山と渓谷社）YV2-209

## DVD
- 『モーグルスーパーアイドル』（2002年2月20日、ポニーキャニオン）PCBE50181
- 『上村愛子 I LOVE MOGUL』（2002年10月30日、山と溪谷社）YD211
- 『上村愛子 モーグルテクニック』（2003年10月10日、山と溪谷社）YD238
- 『2U(トゥー・ユー)～SKIの神様と過ごした日々の記録2編』（2008年1月25日、MPD ビーエムドットスリー事業グループ）EXDVD1

## 脚註
1. ↑  “紫綬褒章の受章者”. 共同通信社. 47NEWS. (2008年11月2日).  オリジナルの2013年5月16日時点におけるアーカイブ。 2023年3月5日閲覧。
2. ↑  上村愛子さんとコシノさん表彰 JOCが特別貢献賞 日本オリンピック委員会
3. 1 2  モーグル上村「幸せな競技人生」 笑顔で引退会見 日本オリンピック委員会
4. 1 2  “女子モーグル上村愛子さんと皆川賢太郎氏が離婚「話し合い導き出した結論」　09年に結婚も昨年12月離婚”. Sponichi Annex (スポーツニッポン新聞社). (2024年10月2日) 2024年10月2日閲覧。
5. 1 2  “＜冬の軌跡＞モーグルの出発点　上村、運命の地でレース”.   asahi.com. 2014年4月28日閲覧。
6. ↑  長野オリンピック1998 スキー・フリースタイルの結果（2月8日） JOC 1998年2月11日
7. ↑  長野オリンピック1998 スキー・フリースタイルの結果（2月11日） JOC 1998年2月11日
8. ↑  「一段一段下りないように」引退から7年、モーグル上村愛子さんの今 スポーツジャーナリスト・元川悦子記載 Yahooニュース 2021年2月22日
9. ↑  ソルトレイクシティオリンピック2002 スキー・フリースタイルの結果（2月10日） JOC 2002年2月10日
10. ↑  トリノオリンピック2006 スキー・フリースタイルの結果（2月11日） JOC 2006年2月11日
11. ↑  バンクk-バーオリンピック2010 スキー・フリースタイルの結果（2月13日） JOC 2010年2月13日
12. ↑  “う〜ん、悔しいかな」涙の上村愛子4位 村田8位入賞”. 2010年2月16日時点のオリジナルよりアーカイブ。2020年4月1日閲覧。 - スポーツニッポン（2010年2月14日）
13. ↑  “上村愛子は4位 またもメダルに手は届かず”. 2010年12月4日時点のオリジナルよりアーカイブ。2020年4月1日閲覧。 - 産経ニュース（2010年2月14日）2020年4月1日閲覧。
14. ↑  「私は何で、一段一段なんだろう。」 - 上村愛子の名言Number Web 2010年9月28日　2020年4月1日閲覧。
15. ↑  “上村愛子　20年に渡る五輪チャレンジを支えたノート”.   日経doors (2019年12月20日). 2020年4月1日閲覧。
16. ↑  “上村愛子　プツンと糸が切れたとき、書いて自問自答”.   日経doors (2019年12月23日). 2020年4月1日閲覧。
17. ↑  ソチオリンピック2014 スキー・フリースタイル 2月6日の結果 JOC 2014年2月10日
18. ↑  上村愛子、7位で決勝進出! 星野、村田は予選2回目へ スポーツニッポン 2014年2月6日閲覧
19. ↑  上村愛子、予選7位で決勝進出 デイリースポーツ2014年2月7日記事
20. ↑  ソチオリンピック2014 スキー・フリースタイル 2月8日の結果 JOC 2014年2月10日
21. ↑  上村愛子また4位 5度目五輪も悲願メダル届かず Archived 2014年2月8日, at the Wayback Machine. スポーツニッポン 2014年2月8日閲覧
22. ↑  愛子出し切った! メダル届かなくても笑顔「すがすがしい気分」 Archived 2014年2月11日, at the Wayback Machine. スポーツニッポン 2014年2月8日閲覧
23. ↑  モーグル・上村4位の採点に疑問の声続出「なぜカーニーより下？」 Archived 2014年2月22日, at the Wayback Machine.デイリースポーツ　2014年2月9日閲覧
24. ↑  上村愛子4位完全燃焼「今回最後だな…」日刊スポーツ・ソチ五輪特集 2014年2月9日
25. ↑  【ソチ五輪】女子モーグル上村愛子、2大会連続4位！「結果はメダル獲れなかったけど、清々しい気持ち」 NEWS LOUNGE 2014年2月9日
26. ↑  上村愛子さん、北野建設を退社 元スキー女子モーグル 日本オリンピック委員会
27. ↑  日本経済新聞（2014年10月19日付）
28. ↑  産経ニュース（2015年2月4日）
29. ↑  ピョンチャンオリンピック　キャスター紹介（NHK）、2018年2月18日閲覧
30. ↑  “井村雅代氏「悪いときはコーチのせい」「こだわらない人はダメ」 指導者哲学を語る”. マイナビニュース.   マイナビ (2023年10月23日). 2023年10月23日閲覧。
31. ↑  “上村愛子が白馬村観光大使に就任”. スポーツビズ (2023年11月6日). 2025年6月7日閲覧。
32. ↑  “上村愛子さん、23年12月に離婚していた　09年に皆川賢太郎さんと結婚　モーグル元日本代表”.   日刊スポーツ (2024年10月2日). 2024年10月3日閲覧。
33. ↑  五輪に挑んだニッポンの技術～バンクーバー…知られざる物語～ - テレビ東京 2010年3月2日